# Tranvia Mortara-Ottobiano-Pieve del Cairo
La tranvia Mortara-Ottobiano-Pieve del Cairo rappresentò un importante elemento della rete gestita dalla Società anonima ferrovie del Ticino, che gestiva i servizi fra il Piemonte e la Lombardia.
Inaugurata nel 1884, la linea era integrata a Ottobiano con la coeva tranvia Novara-Vigevano-Ottobiano, con la quale condivise materiale rotabile e destino fino alla chiusura degli impianti, avvenuta nel 1933.

## Storia

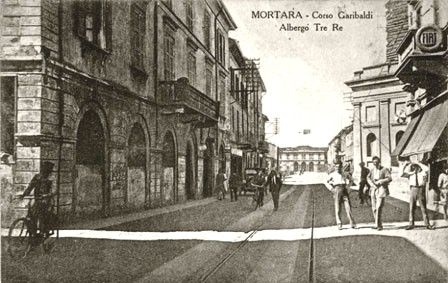
Mortara, corso Garibaldi

L'attivazione della linea risale al 16 dicembre 1884, lo stesso giorno del prolungamento fino a Ottobiano della Novara-Vigevano, dopo la cerimonia di inaugurazione ufficiale avvenuta il giorno precedente di tale "guidovia", come questi sistemi di trasporto su sede stradale erano altresì noti al tempo e a quindici giorni dal collaudo formale.
Tale relazione era concessa alla Società anonima Ferrovie del Ticino, che aveva sede a Novara.
L'importanza dell'impianto era confermata dal fatto che lo stesso comparisse fra le linee impiegate regolarmente per l'inoltro della corrispondenza.
Colpita dalla crisi economica dell'epoca e dall'avvento della motorizzazione su gomma, la tranvia avrebbe richiesto ingenti investimenti per la sostituzione della trazione a vapore, che la società esercente non poté attuare. Per tali motivi la stessa venne soppressa assieme alle altre linee della rete alla fine del 1933.

## Caratteristiche
| Unknown route-map component "uexKBHFa" |

| Unknown route-map component "uexBHF" |

| Unknown route-map component "CONTgq" | Station on transverse track | Unknown route-map component "uxmKRZ" | Unknown route-map component "CONTfq" |  |

| Unknown route-map component "uexBHF" |

| Unknown route-map component "uexBHF" |

| Unknown route-map component "uexBHF" |

|  | Unknown route-map component "uexABZg+l" | Unknown route-map component "uexCONTfq" |

| Unknown route-map component "uexBHF" |

| Unknown route-map component "uexHST" |

| Unknown route-map component "uexBHF" |

|  | Unknown route-map component "CONTgq" | Unknown route-map component "uxmKRZ" | Station on transverse track | Unknown route-map component "CONTfq" |

| Unknown route-map component "uexHST" |

| Unknown route-map component "uexKBHFe" |

Dotata dello scartamento ordinario di 1.445 mm, la linea presentava una lunghezza complessiva di 27,266 km; la pendenza massima era pari al 17 per mille, il raggio minimo delle curve misurava 60 metri.

### Percorso

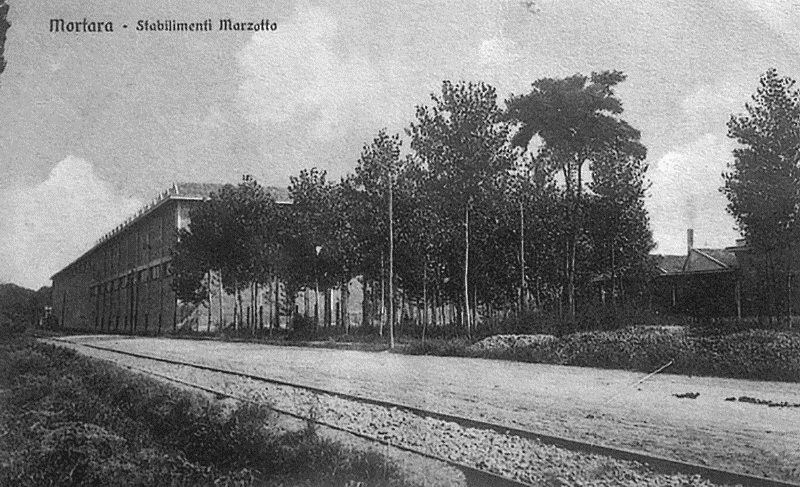
Mortara, stabilimento Marzotto con il binario in primo piano

Lasciata la stazione di Mortara, la tranvia attraversava il centro cittadino raggiungendo la direttrice che in seguito venne nominata strada statale 211 della Lomellina, intersecando a raso la ferrovia Mortara-Pavia.
Erano dunque serviti gli abitati di Cergnago e San Giorgio di Lomellina per poi impegnare la sede della strada provinciale 16 che conduceva alla stazione di Ottobiano, capolinea della linea da Novara. La provinciale 183 consentiva di riprendere il percorso della strada statale a Lomello, dov'era presente un'altra stazione della tranvia, superata la quale veniva lambita la stazione ferroviaria e intersecata la ferrovia Alessandria-Pavia.
Puntando decisamente verso sud, il binario tranviario seguiva dunque la statale fino al capolinea di Pieve del Cairo, località che sorge a circa un chilometro dalla sponda del Po.

## Materiale rotabile
Per il servizio sulle proprie linee sociali del Vercellese e Novarese le SFT disponevano di diversi gruppi di locomotive tranviarie a vapore a due assi. In particolare, per l'originaria tratta Novara-Galliate tre unità, classificate come 1-3 nel parco SFT, furono acquistate direttamente dal Provasi. Si trattava di unità costruite dalla SLM nel 1880 pesanti 8 t, che presentavano una velocità massima di 25 km/h. Una di esse fu successivamente ceduta alla Società Italiana Ferrovie e Tramvie.
Ad esse si aggiunsero, anche per l'esercizio sulla Novara-Vigevano-Ottobiano, 19 unità realizzate dalla belga Société Energie nel 1882, classificate 61-79, che pesavano 2,3 t ed erano omologate per la velocità massima di 30 km/h. Alle stesse fecero seguito due ulteriori unità di costruzione St. Léonard del 1909 numerate 81-82, da 2,4 t e 40 km/h di velocità.